# Tor Ahlstrand
Tor Ahlstrand, född 1927, död 2016, var en finlandssvensk radio- och TV-profil. 
Tor Ahlstrand började frilansa på radio i Vasa 1961, fick en fast tjänst 1970 och gick i pension 1992. 
Till Ahlstrands mest ihågkomna verk hör dokumentärer och personporträtt som filmen om Ida Lundberg på Mickelsörarna och porträtten av de dövblinda systrarna Ester och Elsa Nyman i Maxmo. Ahlstrand var tidigt ute med matprogram i TV då Mat med mersmak sändes 1983. Hans musikprogram profilerade den finlandssvenska radio- och tv-verksamheten gentemot den finska.